# آدا سميث
آدا سميث (بالإنجليزية: Ada Smith)‏ هي موسيقية ومغنية وممثلة أمريكية، ولدت في 14 أغسطس 1894 في الولايات المتحدة، وتوفيت في 1 فبراير 1984 بنيويورك في الولايات المتحدة بسبب مرض.

## وصلات خارجية
- آدا سميث على موقع IMDb (الإنجليزية)
- آدا سميث على موقع قاعدة بيانات الفيلم (الإنجليزية)